# У (Троецарствие)
У (Восточная У) (кит. трад. 東吳, упр. 东吴, пиньинь Dōng Wú, палл. Дун У, вьетн. Đông Ngô, Донг Нго) — одно из трёх китайских царств Эпохи Троецарствия, существовавшее в 222 г. — 280 г. н. э. Название унаследовано от царства У эпохи Чуньцю. 
Начало царства У было положено военачальником Сунь Цэ (孫策), захватившим в конце II века, во время всеобщего восстания против династии Хань, Цзяндун (земли к югу от нижнего течения Янцзы). В 200 г. ему наследовал Сунь Цюань (孫權), который стал постепенно прибирать к своим рукам соседние области. В 208 г. в важном сражении у Чиби армия Сунь Цюаня в союзе с армией Лю Бэя (основателя царства Шу) нанесла поражение армии Цао Цао (основателя царства Вэй).
В 219 г. Сунь Цюань смог отбить у Лю Бэя Цзинчжоу, а через десять лет, в 229 г., он решил официально провозгласить себя императором. Сунь Цюань принял тронное имя Да-ди (大帝), а своё государство назвал У. Столицей его он сделал город Цзянье 建業 (современный Нанкин).
Царство У, опираясь на такой важный и естественный рубеж как река Янцзы, создало речной флот и стало нападать на Вэй. В то же время оно стремилось распространить своё влияние на юг от Янцзы. Занимаемая У территория охватывала современные провинции в среднем и нижнем течении Янцзы, а также Фуцзянь, Гуандун и Гуанси. В период правления ханьской династии этот регион Китая был мало освоен. Малочисленное население занималось главным образом подсечно-огневым земледелием. В эпоху нестабильности сюда часто устремлялись переселенцы с севера, что способствовало общему подъему области. Однако плотность населения и условия земледелия на территории царства У всё-таки сильно уступали соперникам. В этом и заключалась главная слабость этого царства.
Окраинное государство У просто не могло противостоять более богатому и процветающему северокитайскому царству Вэй (с 265 г. известно как Цзинь). В 280 г. в У вторглись сразу несколько армий Цзинь под командованием полководца Ду Юя 杜預. Цзиньский флот поддерживал сухопутные силы Ду Юя и практически блокировал флот У. Последний правитель У — Сунь Хао (孫皓) упорно защищался, но в конечном итоге был взят в плен. Цзиньцы отвезли его в Лоян, сохранив ему жизнь. На этом царство У прекратило своё существование.

## Императоры У
| Посмертное имя                                                     | Личное имя               | Период правления | Девиз правления и годы девиза |
| ------------------------------------------------------------------ | ------------------------ | ---------------- | --- |
| Исторически используется личное имя                                |                          |                  | |
| Да-ди 大帝 Dàdì                                                    | Сунь Цюань 孫權 Sūn Quán | 222—252          | - Хуанъу (黃武 Huángwǔ) 222—229 - Хуанлун (黃龍 Huánglóng) 229—231 - Цзяхэ (嘉禾 Jiāhé) 232—238 - Чиу (赤烏 Chìwū) 238—251 - Тайюань (太元 Tàiyuán) 251—252 - Шэньфэн (神鳳 Shénfèng) 252                                                                       |
| Куайцзи-ван 會稽王 Kuàijī Wáng или Хоугуань-хоу 候官侯 Hòuguān Hóu | Сунь Лян 孫亮 Sūn Liàng  | 252—258          | - Цзяньсин (建興 Jiànxīng) 252—253 - Уфэн (五鳳 Wǔfèng) 254—256 - Тайпин (太平 Tàipíng) 256—258 |
| Цзин-ди 景帝 Jǐngdì                                                | Сунь Сю 孫休 Sūn Xiū     | 258—264          | - Юнъань (永安 Yǒng'ān) 258—264 |
| Учэн-хоу 烏程侯 Wūchéng Hóu или Гуймин-хоу 歸命侯 Gūimìng Hóu      | Сунь Хао 孫皓 Sūn Hào    | 264—280          | - Юаньсин (元興 Yuánxīng) 264—265 - Ганьлу (甘露 Gānlù) 265—266 - Баодин (寶鼎 Bǎodǐng) 266—269 - Цзяньхэн (建衡 Jiànhéng) 269—271 - Фэнхуан (鳳凰 Fènghuáng) 272—274 - Тяньцэ (天冊 Tiāncè) 275—276 - Тяньси (天璽 Tiānxǐ) 276 - Тяньцзи (天紀 Tiānjì) 277—280 |